# Infinity Vector
Infinity Vector Ltd（インフィニティ ベクター）および、その日本法人 IV Group Japan合同会社（アイブイグループジャパン）は、東京都渋谷区に所在するモバイルゲームの開発・運営を行う企業。 
現在は『Assoluto Racing』の開発・運営を行っている。

## 概要
日本のモバイルゲーム会社の同僚であったジュリアン・マイラットとジョシュア・パインが共同で開発した『Assoluto Racing』のリリースにあたり2015年11月3日に設立された。組織としてApp Storeでアプリのリリースに際しApple Developer Programに法人格での登録が必要であった事から、オンライン上での設立手続きが可能でマイラットの家族が住んでいるイギリスでの設立となった。
2016年6月の『Assoluto Racing』のリリース後、2017年8月30日には日本でも設立登記を行い、渋谷にオフィスを借りて開発する中で、実際に『Assoluto Racing』をプレイした世界中の3Dアーティストなどのクリエイターの協力によって機能が拡充されていき、プロモーションは一切行っていないにも関わらず動画やブログで人気となり、2020年12月現在1000万ダウンロードを記録している。また、プログラマーのチョン・クァウンモや3Dクリエイターのオスマン・サハビをはじめとするメンバーが加わり、2022年3月現在従業員数は6人となっている。

## 開発タイトル
- Assoluto Racing (2016年 - )

## 企業方針
基本的な目標は、コンシューマーゲームのクオリティに近づいたモバイルゲームを制作することである。
実際に、Infinity Vectorが会社情報を公開しているWantedlyというサイトには、「常に新しいことへ挑戦し、まだ見たことのないゲームを作っています。(We always strive to go one step beyond and make games that blow away people's expectations.)」と記載されている。

## 沿革
2015年
11月3日 - イギリスで INFINITY VECTOR LTD を設立。
2016年
6月27日 - App Store 及び Google Play で「Assoluto Racing」を配信開始。
2017年
8月30日 - 日本で IV Group Japan 合同会社を設立。
2023年
6月7日 - App Store 及び Google Play でドラッグレースゲーム「Midnight Street Tokyo Tune」を配信開始。

## 実績
近年激化するモバイルゲーム界へ、Assoluto Racingを送り込んだ Infinity Vectorは、様々な実績を残した。
その一例として、以下のような内容が挙げられる。
- モバイルゲームとして世界初のニュルブルクリンク北コース収録
- モバイルゲームとして世界初の富士スピードウェイ収録
- 公式に20メーカー以上の自動車を収録
- 公式にD1マシンを収録